# Askers kyrka

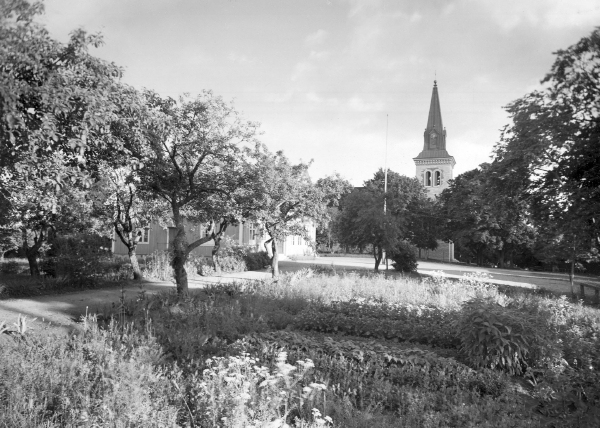
Askers kyrka,1930-tal

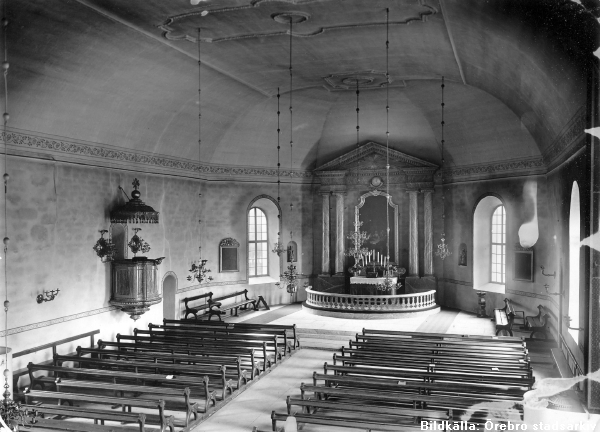
Askers kyrka, interiör. 1930-tal

Askers kyrka är en kyrkobyggnad i Askersby i Strängnäs stift. Den är församlingskyrka i Asker-Lännäs församling och har ett dominerande läge på en höjd i gränsbygd mellan skog och slätt. I närheten av kyrkplatsen finns prästgård och skola.

## Kyrkobyggnaden
Den murade kyrkan består av rektangulärt långhus med tresidigt korparti, sakristia i nordost samt kyrktorn vid västra gaveln. Ingångar finns vid västra sidan samt mitt på långhusets sydsida. Möjligen ingår partier av en äldre, medeltida stenkyrka i det befintliga långhuset, ovisst dock i vilken omfattning. Kyrkans befintliga planform tillkom i huvudsak 1764-66. Kyrkan hade dock fristående klockstapel fram till 1858, då kyrktorn efter ritningar av arkitekt Carl Lundmark restes vid dess västra gavel. De vitputsade murarna genombryts av rundbågiga fönsteröppningar. Västtornet kröns av en hög spira, nu klädd med koppar-, förut med zinkplåt. Vid en yttre och inre restaurering 1915 livades portalerna med klassicerande omfattningar. Interiören har genomgått flera restaureringar under 1900-talet varav den senaste, mer genomgripande inträffade i början av 1960-talet. Läktarunderbyggnad från 1983. En omfattande ut- och invändig renovering gjordes 2016-2017 där bland annat nytt golv lades in och murarna reparerades och dräneringssystem lades runtom kyrkan. Arbetena skedde under arkeologisk övervakning. 

## Inventarier
- Altaruppställning med altartavla av Georg Engelhard Schröder från 1742.

### Orgel
- År 1795 byggde Pehr Schiörlin, Linköping en orgel med 16 stämmor, en manual och pedal.
- År 1874 byggde E A Setterquist & Son, Örebro en orgel med 18 stämmor, två manualer och pedal. I juni 1874 blev den avsynad och godkänd.[1]
- Den nuvarande orgeln byggdes 1956 av Olof Hammarberg, Göteborg och är en elektropneumatisk orgel. Den har två fria kombinationer, fyra fasta kombinationer och registersvällare. Fasaden är från 1874 års orgel.

| Huvudverk I   | Svällverk II        | Öververk III      | Pedal         | Koppel |
| Principal 8´  | Rörflöjt 8´         | Gedakt 8´         | Principal 16' | I/P    |
| Hålflöjt 8´   | Flûte octaviante 4´ | Principal 4´      | Subbas 16'    | II/P   |
| Oktava 4´     | Kvintadena 4´       | Rörflöjt 4´       | Oktava 8'     | III/P  |
| Gemshorn 4´   | Principal 2'        | Blockflöjt 2´     | Borduna 8'    | II/I   |
| Kvinta 2 2/3' | Gedaktflöjt 2'      | Nasat 1 1/3´      | Nachthorn 4'  | III/I  |
| Oktava 2'     | Sesquialtera 2 chor | Sivflöjt 1'       | Mixtur 4 chor | III/II |
| Mixtur 4 chor | Mixtur 2 chor       | Scharf 2 chor     | Basun 16'     |        |
| Dulcian 16'   | Rörskalmeja 8'      | Regal 8'          | Trumpet 8'    |        |
|               | Tremulant           | Tremulant         | Skalmeja 4'   |        |
|               | Crescendosvällare   | Crescendosvällare |               |        |